# День Охі

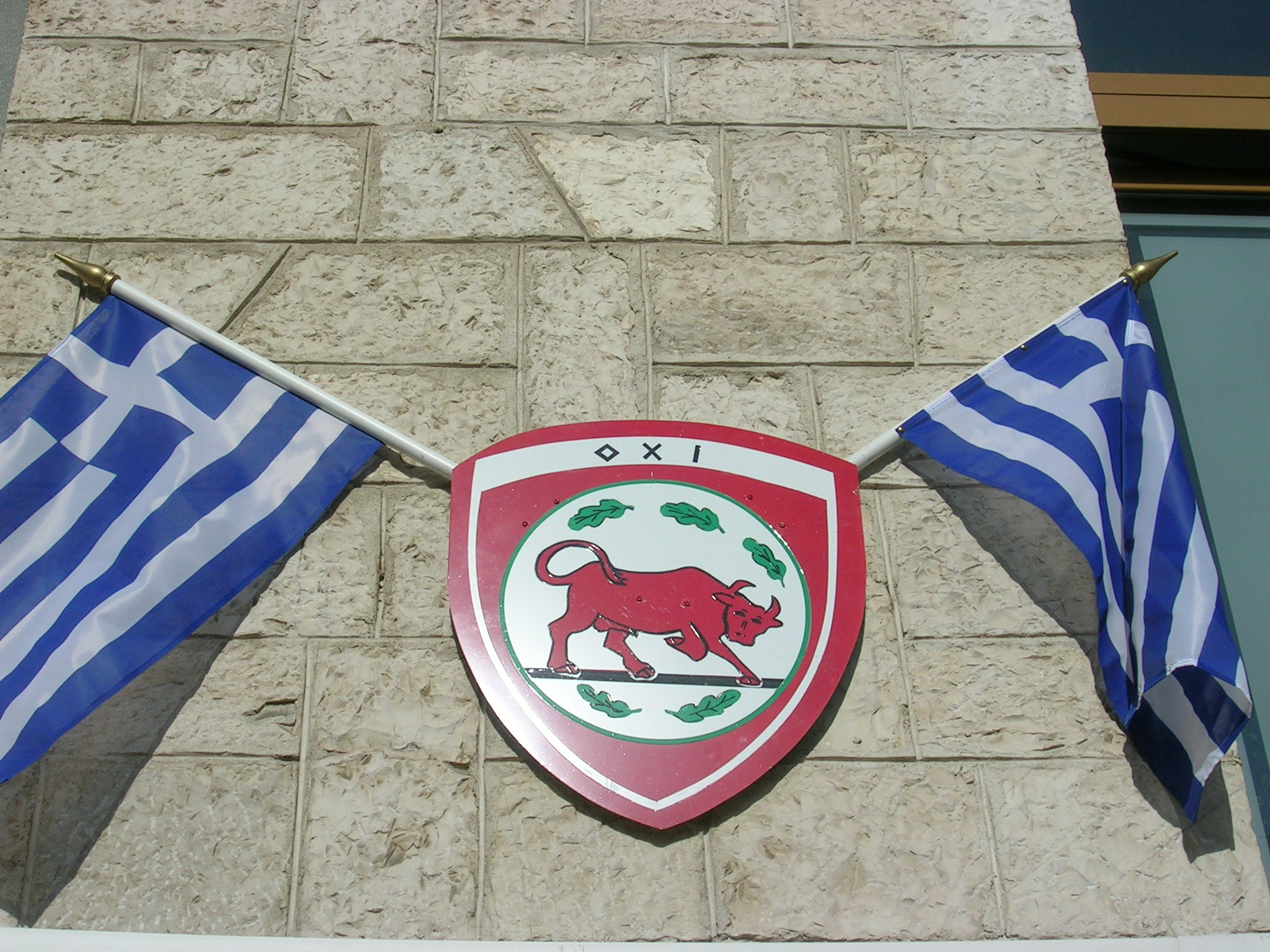
Герб та прапор, якими прикрашаються міста в День Охі

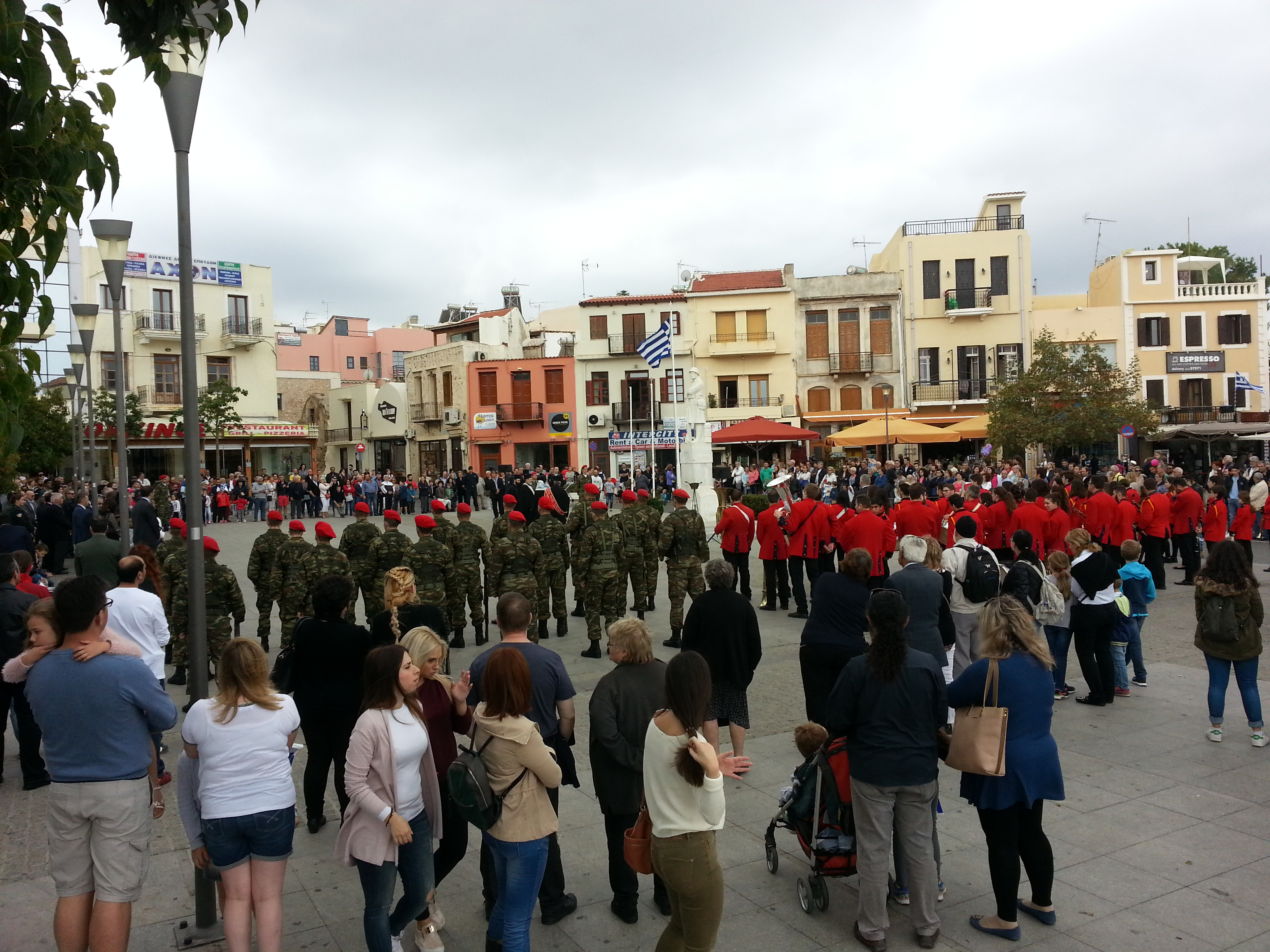
Святкова церемонія у м. Ретимно, Крит

День О́хі (грец. Επέτειος του Όχι, Epéteios tou Óchi [eˈpetios tu ˈoçi]; «Річниця НІ») — офіційне та загальнонаціональне свято Греції, Республіки Кіпр і грецьких громад у світі, що відзначається 28 жовтня. Свято засновано на честь подій 1940 року, коли грецький уряд на чолі з Іоаннісом Метаксасом категорично відкинув ультиматум італійського диктатора Беніто Муссоліні, що призвело до початку італо-грецької війни.

## Історія
О четвертій годині ранку 28 жовтня 1940 р. італійський посол особисто доставив телеграму грецькому прем'єр-міністру Іоаннісу Метаксасу в Кіфісію від італійського диктатора Муссоліні з ультимативною вимогою надати військам Осі плацдарм на території Греції для гарантії її нейтралітету у Другій світовій війні. Відповідь Метаксаса була категоричним «Ні!» (грец. Όχι) (хоча багато вчених вважають політичне підґрунтя «Охі» спотворенням інформації, вказуючи на те, що реальною відповіддю була французька фраза «Alors, c'est la guerre» («Отже, це війна»)). Вранці 28 жовтня 1940 року мешканці Афін незалежно від влади вийшли на вулиці, скандуючи «Ні!».
Відмова означала для Греції початок війни. Вже о 5:30 28 жовтня фашистська Італія з окупованої Албанії атакувала грецький кордон. Тисячі добровольців стікалися до лінії фронту, і 14 листопада грецька армія перейшла від оборони до контрнаступу.
Ще через 5 місяців Муссоліні був змушений звернутися по допомогу до Німеччини. 6 квітня 1941 року через болгарсько-грецький кордон вторгнулася гітлерівська армія. Спільними зусиллями союзників грецька армія була розбита до 23 квітня. 27 квітня були зайняті Афіни. 20 травня 1941 року було здано острів Крит.
Греція була повністю окупована, проте окремі військові частини продовжували боротьбу на півночі країни. З листопада 1942 р. по всій країні було розгорнуто Рух Опору.
Хоча німецькі війська були виведені з країни лише в 1944 році, з 1942 року Греція святкує 28 жовтня як День Охі.